# Euroligue féminine de basket-ball 2023-2024
Navigation
2022-2023 2024-2025
L’Euroligue féminine est une compétition de basket-ball féminin rassemblant les meilleurs clubs d’Europe. La saison 2023-2024 met aux prises 16 équipes et est remportée par le tenant du titre, le Fenerbahçe Istanbul.

## Attribution des places par nation
L’attribution du nombre de places pour chaque nation est déterminé par le classement international fondé sur les résultats des trois saisons précédentes :
- Les nations classées du rang 1 à 4 peuvent qualifier trois équipes ;
- Les nations classées du rang 5 à 8 peuvent qualifier deux équipes ;
- Les nations classées du rang 9 à 10 peuvent qualifier une équipe directement pour la saison régulière ;
- Les nations classées au-delà de la 10e place peuvent qualifier une équipe pour le tour de qualification.

Si un club qualifié pour la saison régulière n’honore pas sa qualification, sa place sera accordée à un autre club.
| Rang | Pays     | Points | Équipes |
| ---- | -------- | ------ | ------- |
| 1    | Turquie  | 217,33 | 3       |
| 2    | Espagne  | 180,00 | 3       |
| 3    | France   | 152,67 | 3       |
| 4    | Hongrie  | 126,67 | 2       |
| 5    | Russie   | 109,33 | 0       |
| 6    | Italie   | 87,33  | 2       |
| 7    | Tchéquie | 57,33  | 1       |
| 8    | Pologne  | 44,00  | 2       |
| 9    | Belgique | 27,33  | 0       |
| 10   | Israël   | 20,67  | 0       |
| 11   | Lettonie | 18,00  | 1       |
| 12   | Grèce    | 17,67  | 0       |
| 13   | Roumanie | 14,00  | 1       |
| 14   | Suisse   | 12,67  | 0       |

| Rang | Pays            | Points | Équipes |
| ---- | --------------- | ------ | ------- |
| 15   | Slovaquie       | 7,33   | 0       |
| 16   | Ukraine         | 6,33   | 0       |
| 17   | Serbie          | 5,33   | 0       |
| 17   | Grande-Bretagne | 5,33   | 1       |
| 19   | Portugal        | 4,00   | 0       |
| 19   | Luxembourg      | 4,00   | 0       |
| 21   | Allemagne       | 2,67   | 0       |
| 21   | Lituanie        | 2,67   | 0       |
| 23   | Croatie         | 2,00   | 0       |
| 23   | Biélorussie     | 2,00   | 0       |
| 23   | Suède           | 2,00   | 0       |
| 26   | Bulgarie        | 1,33   | 0       |
| 26   | Islande         | 1,33   | 0       |
| 28   | Norvège         | 0,67   | 0       |

## Équipes participantes
| Saison régulière              | Saison régulière              |
| ----------------------------- | ----------------------------- |
| USK Prague (1er)              | AZS UMCS Lublin (pl) (1er)    |
| LDLC ASVEL fémininEC (1er)    | Valence Basket (1er)          |
| Basket Landes (VC, 5e)        | Casademont Saragosse (VC, 4e) |
| ESB Villeneuve-d’Ascq LM (2e) | CB Avenida Salamanque (2e)    |
| SERCO Uni Győr (2e)           | Fenerbahçe IstanbulT (1er)    |
| Famila Schio (1er)            | Çukurova BK Mersin (2e)       |
| Virtus Bologne (2e)           |                               |
| Tour de qualification         |                               |
| Lions de Londres (1er)        | MKS PolkowiceS (2e)           |
| DVTK MiskolcS (3e)            | ACS Sepsi-SIC (ro) (1er)      |
| TTT RigaS (1er)               | Beşiktaş JK Istanbul (7e)     |

Légende
- entre parenthèses : classement de l’équipe dans son championnat national lors de la saison régulière précédente ;
- T : tenant du titre ;
- EC : tenant du titre de l’Eurocoupe ;
- VC : vainqueur de la coupe nationale ;
- S : équipe tête de série lors du tour de qualification.

## Tour de qualification
Les matches allers se jouent le 20 septembre chez l’équipe 2, les matches retours le 27 septembre 2023 chez l’équipe 1 tête de série.
| Équipe 1      | Score   | Équipe 2             | Aller  | Retour |
| ------------- | ------- | -------------------- | ------ | ------ |
| DVTK Miskolc  | 135-121 | Lions de Londres     | 63–*48 | *72–73 |
| TTT Riga      | 116–122 | ACS Sepsi-SIC (ro)   | 54–*59 | *62–63 |
| MKS Polkowice | 136–121 | Beşiktaş JK Istanbul | 58–*57 | *78–64 |

- Le gagnant de la confrontation est qualifié pour la saison régulière.
- Le perdant est éliminé et est reversé dans la phase de poule de l’Eurocoupe.

## Saison régulière
- Les quatre premières équipes de chaque groupe sont qualifiées pour les huitièmes de finale.
- Les équipes classées 5e, 6e, 7e et 8e de chaque groupe sont éliminées.

### Groupe A
| Rang | Équipe                    | Pts | J  | G  | P  | Pp   | Pc   | Diff |  | Résultats (dom.\ext.)     | FEN | MIS | SAR | SCH | VAL | ASV | ASG | LUB |
| ---- | ------------------------- | --- | -- | -- | -- | ---- | ---- | ---- |  | ------------------------- | --- | --- | --- | --- | --- | --- | --- | --- |
| 1    | Fenerbahçe Istanbul       | 26  | 14 | 12 | 2  | 1198 | 909  | 289  |  | Fenerbahçe Istanbul       |     | -   | -   | -   | -   | -   | -   | -   |
| 2    | DVTK MiskolcQ             | 23  | 14 | 9  | 5  | 927  | 916  | 11   |  | DVTK MiskolcQ             | -   |     | -   | -   | -   | -   | -   | -   |
| 3    | Casademont Saragosse      | 23  | 14 | 9  | 5  | 943  | 875  | 68   |  | Casademont Saragosse      | -   | -   |     | -   | -   | -   | -   | -   |
| 4    | Famila Schio              | 23  | 14 | 9  | 5  | 996  | 951  | 45   |  | Famila Schio              | -   | -   | -   |     | -   | -   | -   | -   |
| 5    | Valence Basket            | 22  | 14 | 8  | 6  | 991  | 937  | 54   |  | Valence Basket            | -   | -   | -   | -   |     | -   | -   | -   |
| 6    | LDLC ASVEL féminin        | 19  | 14 | 5  | 9  | 1021 | 1079 | -58  |  | LDLC ASVEL féminin        | -   | -   | -   | -   | -   |     | -   | -   |
| 7    | ACS Sfântu Gheorghe (ro)Q | 16  | 14 | 2  | 12 | 923  | 1108 | -185 |  | ACS Sfântu Gheorghe (ro)Q | -   | -   | -   | -   | -   | -   |     | -   |
| 8    | AZS UMCS Lublin           | 16  | 14 | 2  | 12 | 806  | 1030 | -224 |  | AZS UMCS Lublin           | -   | -   | -   | -   | -   | -   | -   |     |

### Groupe B
| Rang | Équipe                   | Pts | J  | G  | P  | Pp   | Pc   | Diff |  | Résultats (dom.\ext.)    | PRA | MER | VDA | SAL | BOL | POL | LAN | GYŐ |
| ---- | ------------------------ | --- | -- | -- | -- | ---- | ---- | ---- |  | ------------------------ | --- | --- | --- | --- | --- | --- | --- | --- |
| 1    | USK Prague               | 26  | 14 | 12 | 2  | 1056 | 914  | 142  |  | USK Prague               |     | -   | -   | -   | -   | -   | -   | -   |
| 2    | Çukurova BK Mersin       | 23  | 14 | 9  | 5  | 961  | 948  | 13   |  | Çukurova BK Mersin       | -   |     | -   | -   | -   | -   | -   | -   |
| 3    | ESB Villeneuve-d’Ascq LM | 22  | 14 | 8  | 6  | 1043 | 985  | 58   |  | ESB Villeneuve-d’Ascq LM | -   | -   |     | -   | -   | -   | -   | -   |
| 4    | CB Avenida Salamanque    | 22  | 14 | 8  | 6  | 943  | 922  | 21   |  | CB Avenida Salamanque    | -   | -   | -   |     | -   | -   | -   | -   |
| 5    | Virtus Bologne           | 21  | 14 | 7  | 7  | 995  | 999  | -4   |  | Virtus Bologne           | -   | -   | -   | -   |     | -   | -   | -   |
| 6    | MKS PolkowiceQ           | 20  | 14 | 6  | 8  | 1026 | 1070 | -44  |  | MKS PolkowiceQ           | -   | -   | -   | -   | -   |     | -   | -   |
| 7    | Basket Landes            | 18  | 14 | 4  | 10 | 956  | 1032 | -76  |  | Basket Landes            | -   | -   | -   | -   | -   | -   |     | -   |
| 8    | Serco Uni Győr           | 16  | 14 | 2  | 14 | 1000 | 1110 | -110 |  | Serco Uni Győr           | -   | -   | -   | -   | -   | -   | -   |     |

## Play-offs
En quart de finale, l’équipe la mieux classée reçoit lors du premier match et de l’éventuelle belle. L’organisation de la Finale à 4, un temps pressentie en France, a finalement été confiée au club turc de Mersin.
|  | Quarts de finale | Quarts de finale         | Quarts de finale         | Quarts de finale | Quarts de finale    |    |                        | Demi-finales              | Demi-finales           | Demi-finales           |                        |    | Finale | Finale              | Finale |
|  |                  |                          |                          |                  |                     |    |                        |                           |                        |                        |                        |    |        |                     |        |
|  | A1               | Fenerbahçe Istanbul      | 98                       | 73               | -                   |    |                        |                           |                        |                        |                        |    |        |                     |        |
|  | B4               | CB Avenida Salamanque    | 91                       | 67               | -                   |    |                        |                           |                        |                        |                        |    |        |                     |        |
|  | B4               | CB Avenida Salamanque    | 91                       | 67               | -                   |    | A1                     | Fenerbahçe Istanbul       | 89                     |                        |                        |    |        |                     |        |
|  |                  |                          |                          |                  |                     |    | A1                     | Fenerbahçe Istanbul       | 89                     |                        |                        |    |        |                     |        |
|  |                  | B2                       | Çukurova BK Mersin       | 80               |                     |    |                        |                           |                        |                        |                        |    |        |                     |        |
|  | B2               | B2                       | Çukurova BK Mersin       | 80               | Çukurova BK Mersin0 | 79 | 56                     | 86                        |                        |                        |                        |    |        |                     |        |
|  | B2               |                          |                          |                  | Çukurova BK Mersin0 | 79 | 56                     | 86                        |                        |                        |                        |    |        |                     |        |
|  | A3               | Casademont Saragosse     | 62                       | 57               | 63                  |    |                        |                           |                        |                        |                        |    |        |                     |        |
|  |                  |                          |                          |                  |                     |    |                        |                           |                        |                        |                        |    | A1     | Fenerbahçe Istanbul | 106    |
|  |                  | B3                       | ESB Villeneuve-d’Ascq LM | 73               |                     |    |                        |                           |                        |                        |                        |    |        |                     |        |
|  | A2               | DVTK MiskolcQ            | 78                       | 59               | 58                  |    |                        |                           |                        |                        |                        |    |        |                     |        |
|  | B3               | ESB Villeneuve-d’Ascq LM | 66                       | 63               | 73                  |    |                        |                           |                        |                        |                        |    |        |                     |        |
|  | B3               | ESB Villeneuve-d’Ascq LM | 66                       | 63               | 73                  |    | B3                     | ESB Villeneuve-d’Ascq LM0 | 84                     |                        |                        |    |        |                     |        |
|  |                  |                          |                          |                  |                     |    | B3                     | ESB Villeneuve-d’Ascq LM0 | 84                     |                        |                        |    |        |                     |        |
|  |                  | B1                       | USK Prague               | 78               |                     |    | Match pour la 3e place | Match pour la 3e place    | Match pour la 3e place | Match pour la 3e place | Match pour la 3e place |    |        |                     |        |
|  | B1               | B1                       | USK Prague               | 78               | USK Prague          | 78 | Match pour la 3e place | Match pour la 3e place    | Match pour la 3e place | Match pour la 3e place | Match pour la 3e place | 61 | 74     |                     |        |
|  | B1               |                          |                          |                  | USK Prague          | 78 |                        |                           |                        |                        |                        | 61 | 74     |                     |        |
|  | A4               | Famila Schio             | 60                       | 73               | 54                  |    |                        |                           |                        |                        |                        |    | B2     | Çukurova BK Mersin0 | 67     |
|  |                  |                          |                          |                  |                     |    |                        |                           |                        |                        |                        |    | B1     | USK Prague          | 95     |

## Récompenses

### Trophées de la saison
| Récompenses de la saison    | Récompenses de la saison | Récompenses de la saison |
| Récompense                  | Joueuse                  | Équipe                   |
| --------------------------- | ------------------------ | ------------------------ |
| Meilleure joueuse           | Emma Meesseman           | Fenerbahçe Istanbul      |
| Meilleure défenseuse        | Yvonne Anderson          | Fenerbahçe Istanbul      |
| Meilleure espoir            | Sika Koné                | CB Avenida Salamanque    |
| Meilleur entraîneur         | Rachid Meziane           | ESB Villeneuve-d’Ascq LM |
| Meilleur cinq majeur        | Marina Mabrey            | Çukurova BK Mersin       |
| Meilleur cinq majeur        | Kayla McBride            | Fenerbahçe Istanbul      |
| Meilleur cinq majeur        | Leonie Fiebich           | Casademont Saragosse     |
| Meilleur cinq majeur        | Emma Meesseman           | Fenerbahçe Istanbul      |
| Meilleur cinq majeur        | Ezi Magbegor             | ZVVZ USK Prague          |
| Second cinq majeur          | Yvonne Anderson          | Fenerbahçe Istanbul      |
| Second cinq majeur          | Kennedy Burke            | ESB Villeneuve-d’Ascq LM |
| Second cinq majeur          | Valériane Ayayi          | ZVVZ USK Prague          |
| Second cinq majeur          | Janelle Salaün           | ESB Villeneuve-d’Ascq LM |
| Second cinq majeur          | Elizabeth Williams       | Çukurova BK Mersin       |
| Récompense de la Finale à 4 |                          |                          |
| Meilleure joueuse           | Kayla McBride            | Fenerbahçe Istanbul      |

### Trophées mensuels

#### MVP du mois
| Mois     | Joueur                 | Équipe                         |
| -------- | ---------------------- | ------------------------------ |
| Octobre  | Kayla McBride (1/1)    | Fenerbahçe Istanbul (1/3)      |
| Novembre | Emma Meesseman (1/1)   | Fenerbahçe Istanbul (2/3)      |
| Décembre | Kennedy Burke (1/1)    | ESB Villeneuve-d’Ascq LM (1/1) |
| Janvier  | Marina Mabrey (1/1)    | Çukurova BK Mersin (1/1)       |
| Février  | Napheesa Collier (1/1) | Fenerbahçe Istanbul (3/3)      |

#### Meilleure équipe du mois
| Mois     | PG                                              | SG                                             | SF                                                 | PF                                                  | C                                           |
| -------- | ----------------------------------------------- | ---------------------------------------------- | -------------------------------------------------- | --------------------------------------------------- | ------------------------------------------- |
| Octobre  | Kayla McBride (1/2) Fenerbahçe Istanbul (1/8)   | Cecilia Zandalasini (1/1) Virtus Bologne (1/1) | Leonie Fiebich (1/1) Casademont Saragosse (1/2)    | Emma Meesseman (1/4) Fenerbahçe Istanbul (2/8)      | Ezi Magbegor (1/2) USK Prague (1/4)         |
| Novembre | Mariona Ortiz (1/1) Casademont Saragosse (2/2)  | Marina Mabrey (1/2) Çukurova BK Mersin (1/2)   | Sika Koné (1/1) CB Avenida Salamanque (1/2)        | Emma Meesseman (2/4) Fenerbahçe Istanbul (3/8)      | Nyara Sabally (1/2) USK Prague (2/4)        |
| Décembre | Kayla McBride (2/2) Fenerbahçe Istanbul (4/8)   | Brianna Fraser (1/1) MKS Polkowice (1/1)       | Kennedy Burke (1/2) ESB Villeneuve-d’Ascq LM (1/3) | Emma Meesseman (3/4) Fenerbahçe Istanbul (5/8)      | Nyara Sabally (2/2) USK Prague (3/4)        |
| Janvier  | Arella Guirantes (1/1) Famila Schio (1/1)       | Marina Mabrey (2/2) Çukurova BK Mersin (2/2)   | Kennedy Burke (2/2) ESB Villeneuve-d’Ascq LM (2/3) | Emma Meesseman (4/4) Fenerbahçe Istanbul (6/8)      | Laura Gil (1/1) CB Avenida Salamanque (2/2) |
| Février  | Yvonne Anderson (1/1) Fenerbahçe Istanbul (7/8) | Réka Lelik (1/1) DVTK Miskolc (1/1)            | Napheesa Collier (1/1) Fenerbahçe Istanbul (8/8)   | Janelle Salaün (1/1) ESB Villeneuve-d’Ascq LM (3/3) | Ezi Magbegor (2/2) USK Prague (4/4)         |

### Trophées hebdomadaires

#### Meilleure équipe par journée de championnat
| J. | PG                                                     | SG                                                           | SF                                                 | PF                                                 | C                                                  |
| -- | ------------------------------------------------------ | ------------------------------------------------------------ | -------------------------------------------------- | -------------------------------------------------- | -------------------------------------------------- |
| 1  | Cecilia Zandalasini (1/2) Virtus Bologne (1/2)         | Kayla McBride (1/7) Fenerbahçe Istanbul (1/20)               | Kennedy Burke (1/4) ESB Villeneuve-d’Ascq LM (1/9) | Ezi Magbegor (1/6) USK Prague (1/12)               | Kristine Anigwe (1/2) Serco Uni Győr (1/4)         |
| 2  | Cecilia Zandalasini (2/2) Virtus Bologne (2/2)         | Kayla McBride (2/7) Fenerbahçe Istanbul (2/20)               | Napheesa Collier (1/2) Fenerbahçe Istanbul (3/20)  | Ezi Magbegor (2/6) USK Prague (2/12)               | Elizabeth Williams (1/3) Çukurova BK Mersin (1/11) |
| 3  | Kayla McBride (3/7) Fenerbahçe Istanbul (4/20)         | Leonie Fiebich (1/3) Casademont Saragosse (1/6)              | Elin Gustavsson (1/1) AZS UMCS Lublin (1/3)        | Ezi Magbegor (3/6) USK Prague (3/12)               | Kristine Anigwe (2/2) Serco Uni Győr (2/4)         |
| 4  | Maite Cazorla (1/1) USK Prague (4/12)                  | Destiny Slocum (1/1) Serco Uni Győr (3/4)                    | Alina Iahoupova (1/1) Çukurova BK Mersin (2/11)    | Emma Meesseman (1/6) Fenerbahçe Istanbul (5/20)    | Ana Tadić (1/1) DVTK Miskolc (1/4)                 |
| 5  | Nina Aho (1/1) DVTK Miskolc (2/4)                      | Weronika Gajda (1/1) MKS Polkowice (1/3)                     | Arella Guirantes (1/2) Famila Schio (1/2)          | Nyara Sabally (1/2) USK Prague (5/12)              | Dragana Stanković (1/1) MKS Polkowice (2/3)        |
| 6  | Marina Mabrey (1/6) Çukurova BK Mersin (3/11)          | Gabby Williams (1/2) LDLC ASVEL féminin (1/4)                | Sika Koné (1/1) CB Avenida Salamanque (1/2)        | Emma Meesseman (2/6) Fenerbahçe Istanbul (6/20)    | Nikolina Milić (1/3) Fenerbahçe Istanbul (7/20)    |
| 7  | Mariona Ortiz (1/2) Casademont Saragosse (2/6)         | Borislava Hristova (1/2) ACS Sepsi SIC Sfântu Gheorghe (1/4) | Leonie Fiebich (2/3) Casademont Saragosse (3/6)    | Emma Meesseman (3/6) Fenerbahçe Istanbul (8/20)    | Natasha Howard (1/2) Fenerbahçe Istanbul (9/20)    |
| 8  | Veronica Burton (1/1) AZS UMCS Lublin (2/3)            | Borislava Hristova (2/2) ACS Sepsi SIC Sfântu Gheorghe (2/4) | Brianna Fraser (1/1) MKS Polkowice (3/3)           | Emma Meesseman (4/6) Fenerbahçe Istanbul (10/20)   | Elizabeth Williams (2/3) Çukurova BK Mersin (4/11) |
| 9  | Morgan Green (1/2) ACS Sepsi SIC Sfântu Gheorghe (3/4) | Kayla McBride (4/7) Fenerbahçe Istanbul (11/20)              | Kariata Diaby (1/2) ESB Villeneuve-d’Ascq LM (2/9) | Natasha Howard (2/2) Fenerbahçe Istanbul (12/20)   | Elizabeth Williams (3/3) Çukurova BK Mersin (5/11) |
| 10 | Morgan Green (2/2) ACS Sepsi SIC Sfântu Gheorghe (4/4) | Kayla McBride (5/7) Fenerbahçe Istanbul (13/20)              | Kennedy Burke (2/4) ESB Villeneuve-d’Ascq LM (3/9) | Emese Hof (1/1) USK Prague (6/12)                  | Ezi Magbegor (4/6) USK Prague (7/12)               |
| 11 | Marina Mabrey (2/6) Çukurova BK Mersin (6/11)          | Queralt Casas (1/1) Valence Basket Club (1/4)                | Leonie Fiebich (3/3) Casademont Saragosse (4/6)    | Aleksandra Zięmborska (1/1) AZS UMCS Lublin (3/3)  | Ezi Magbegor (5/6) USK Prague (8/12)               |
| 12 | Marina Mabrey (3/6) Çukurova BK Mersin (7/11)          | Bridget Carleton (1/1) Serco Uni Győr (4/4)                  | Alba Torrens (1/1) Valence Basket Club (2/4)       | Kennedy Burke (3/4) ESB Villeneuve-d’Ascq LM (4/9) | Emma Meesseman (5/6) Fenerbahçe Istanbul (14/20)   |
| 13 | Marina Mabrey (4/6) Çukurova BK Mersin (8/11)          | Marine Johannès (1/1) LDLC ASVEL féminin (2/4)               | Alexia Chartereau (1/1) LDLC ASVEL féminin (3/4)   | Laura Gil (1/1) CB Avenida Salamanque (2/2)        | Merritt Hempe (5/5) Valence Basket Club (3/4)      |
| 14 | Mariona Ortiz (2/2) Casademont Saragosse (5/6)         | Gabby Williams (2/2) LDLC ASVEL féminin (4/4)                | Nadia Fingall (1/1) Valence Basket Club (4/4)      | Nerea Hermosa (1/1) Casademont Saragosse (6/6)     | Emma Meesseman (6/6) Fenerbahçe Istanbul (15/20)   |

#### Meilleure équipe par match des play-offs
| T.                    | PG                                             | SG                                                 | SF                                              | PF                                                  | C                                                  |
| --------------------- | ---------------------------------------------- | -------------------------------------------------- | ----------------------------------------------- | --------------------------------------------------- | -------------------------------------------------- |
| 1/4 de finale Match 1 | Marina Mabrey (5/6) Çukurova BK Mersin (9/11)  | Kayla McBride (6/7) Fenerbahçe Istanbul (16/20)    | Kaila Charles (1/1) DVTK Miskolc (3/4)          | Napheesa Collier (2/2) Fenerbahçe Istanbul (17/20)  | Ezi Magbegor (6/6) USK Prague (9/12)               |
| 1/4 de finale Match 2 | Arella Guirantes (2/2) Famila Schio (2/2)      | Kennedy Burke (4/4) ESB Villeneuve-d’Ascq LM (5/9) | Valériane Ayayi (1/2) USK Prague (10/12)        | Janelle Salaün (1/2) ESB Villeneuve-d’Ascq LM (6/9) | Nikolina Milić (2/3) Fenerbahçe Istanbul (18/20)   |
| 1/4 de finale Match 3 | Marina Mabrey (6/6) Çukurova BK Mersin (10/11) | Réka Lelik (1/1) DVTK Miskolc (4/4)                | Nyara Sabally (2/2) USK Prague (11/12)          | Janelle Salaün (2/2) ESB Villeneuve-d’Ascq LM (7/9) | Kariata Diaby (2/2) ESB Villeneuve-d’Ascq LM (8/9) |
| 1/2 finale            | Olivia Époupa (1/1) Çukurova BK Mersin (11/11) | Kamiah Smalls (1/1) ESB Villeneuve-d’Ascq LM (9/9) | Kayla McBride (7/7) Fenerbahçe Istanbul (19/20) | Valériane Ayayi (2/2) USK Prague (12/12)            | Nikolina Milić (3/3) Fenerbahçe Istanbul (20/20)   |